# Dan Godfread
Daniel Joseph Godfread, detto Dan (Fort Wayne, 14 giugno 1967), è un ex cestista statunitense, professionista nella NBA, in Italia, Spagna e Turchia.

## Palmarès
- Campionato spagnolo: 1

Barcellona: 1995-96
- Liga catalana: 1

Barcellona: 1995